# Averrhoa bilimbi

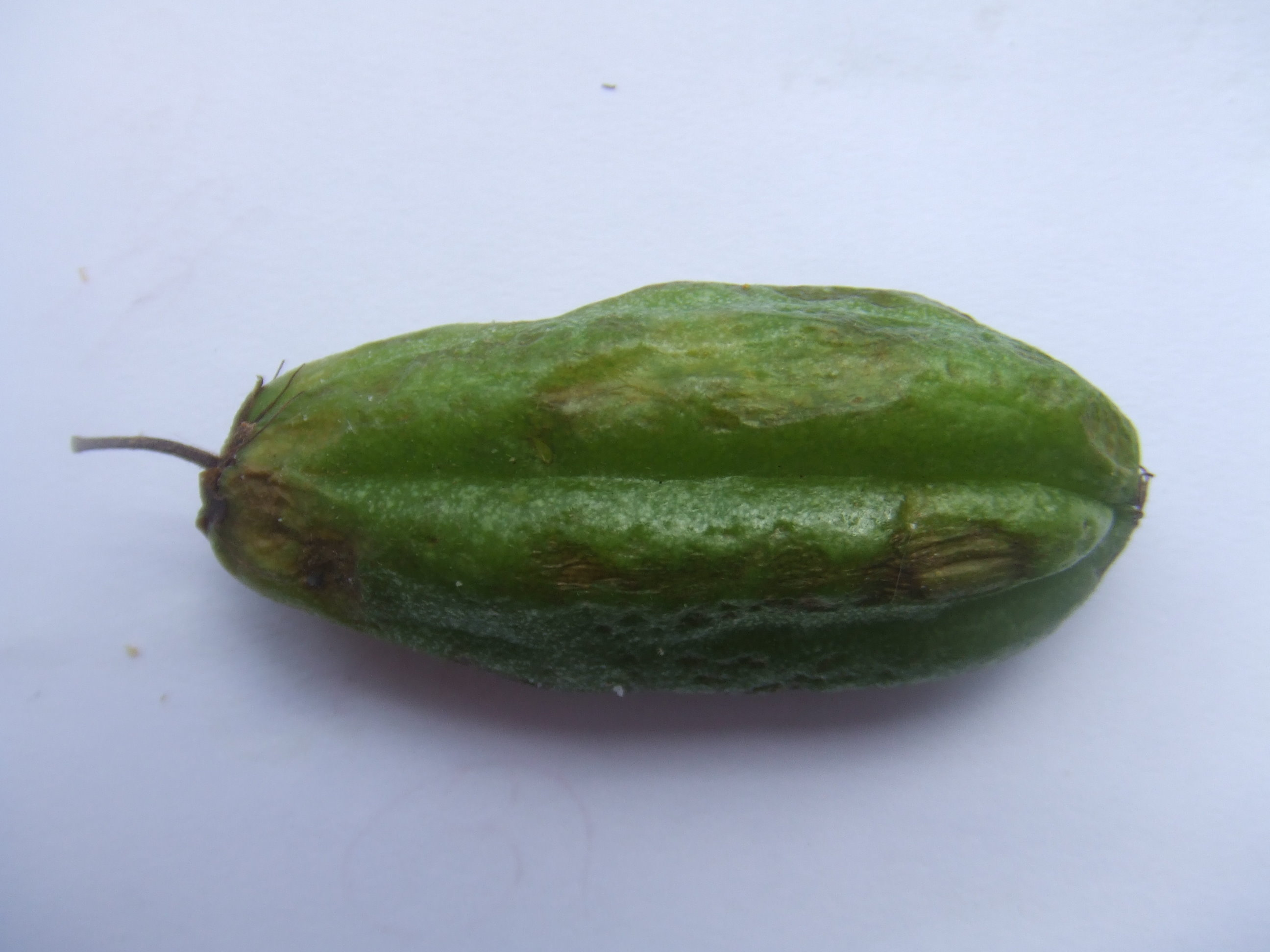
Plod Averrhoa bilimbi

Averrhoa bilimbi je druh rostliny z rodu karambola a čeledi šťavelovité. Je to nižší stálezelený strom poskytující ovoce kyselé chuti. Tento druh pochází z jihovýchodní Asie stejně jako příbuzná karambola obecná (Averrhoa carambola). Nejvíce se pěstuje například v Indonésii, Malajsii a Thajsku. Díky přílišné kyselosti, způsobené vysokým obsahem kyseliny šťavelové, se nehodí k přímé konzumaci a většinou se zpracovává na džusy a kompoty. Tomuto druhu vyhovuje tropický podnebný pás. Na rozdíl od karamboly je méně odolná vůči chladu. Rozmnožuje se generativně semeny, nebo vegetativně vzdušným hřížením.